# 삼성 제트
삼성 제트(Samsung Jet, Samsung S8000)은 삼성전자에서 출시한 풀터치스크린 휴대폰으로서, 선주문 200만 대를 기록했다. 대한민국에서는 애니콜 햅틱 아몰레드로 출시되었다.

## 사진

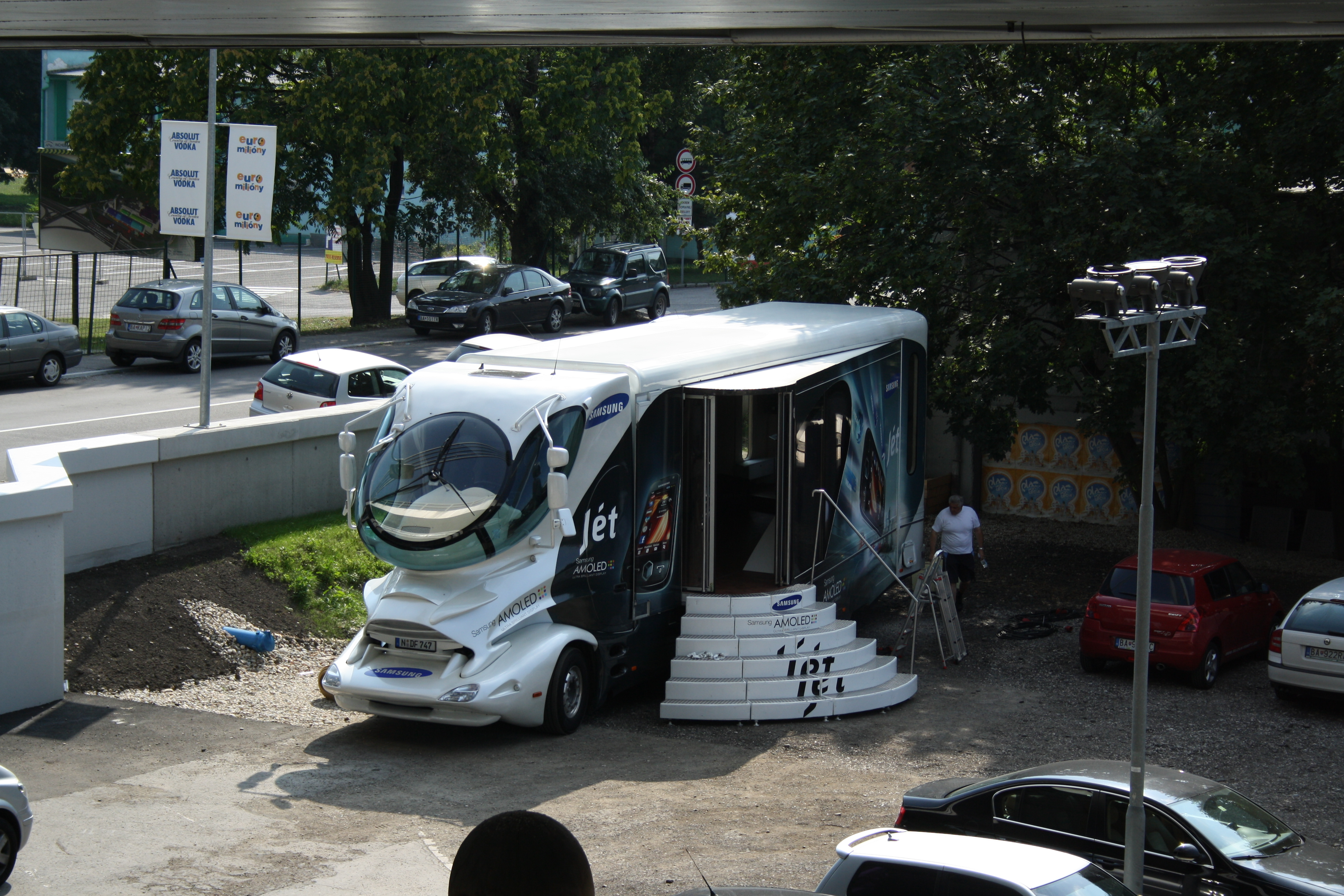
삼성 제트의 버스 광고

## 같이 보기
- 애니콜 햅틱 아몰레드